# 松平忠禎
松平 忠禎（まつだいら ただよし、1869年6月25日（明治2年5月16日） - 1926年（大正15年）4月3日）は、明治から大正期の陸軍軍人、政治家、華族。最終階級は陸軍歩兵少尉。貴族院子爵議員。旧姓・間部。

## 経歴
旧鯖江藩主・間部詮勝の十男として生まれる。1891年（明治24年）8月、旧小幡藩主家当主、子爵・松平忠恕の養子となる。養父の死去に伴い、1902年（明治35年）6月7日に子爵を襲爵した。
学習院高等学科を修了。1892年（明治25年）一年志願兵として近衛歩兵第1連隊に入隊。1894年（明治27年）陸軍歩兵少尉に任官し、臨時陸軍検疫部事務官、近衛歩兵第4連隊補充大隊第2中隊付、学習院学生副官などを務めた。1904年（明治37年）に退官した。
1904年7月10日、貴族院子爵議員に選出され、1911年（明治44年）7月9日まで1期在任した。
1916年（大正5年）12月11日に隠居し、1917年（大正6年）3月26日に分家した。

## 親族
- 妻：雪子（養父七女）[1]
- 長男：忠相（子爵）[1]
- 長女：金子　-　アルベール・シャルル・デュ・ブスケの三男シャルル（帰化名・林治信）の妻[7][8]